# Назіха аль-Дулаймі
Назіха Явдет Ашха аль-Дулаймі (нар. 1923, Багдад, Ірак — 9 жовтня 2007, Гердекк) — перша піонерка іракського феміністського руху. 10 березня 1952 року вона стала співзасновницею та першим президентом Іракської жіночої ліги. Вона також була першою жінкою-міністром у новітній історії Іраку та першою жінкою-міністром в арабському світі.

## Біографія
Назіха народилася в 1923 році в Багдаді. Вона вивчала медицину в Королівському медичному коледжі, який згодом став частиною Багдадського університету. На той час вона була однією з небагатьох студенток-медиків. Під час навчання вона приєдналася до «Асоціації жінок для боротьби з фашизмом та нацизмом» та брала активну участь у її роботі. Пізніше, коли асоціація змінила назву на «Іракська жіноча асоціація», вона стала членом її виконкому.
У 1941 році закінчила навчання медицині. Після закінчення навчання була призначена до Королівської лікарні в Багдаді, а потім переведена до лікарні в Карху. Протягом цього часу її переслідував апарат безпеки монархії через її співчуття до бідних та безкоштовне лікування, яке вона запропонувала їм у своїй клініці в районі Шавака. Переїхавши до Сулейманії (в Курдистан), її клініка знову стала притулком для знедолених пацієнтів, які отримували її догляд та безкоштовну підтримку.
У 1948 році вона вступила до Іракської комуністичної партії, яка брала участь у боротьбі проти монархії в Іраку.
У 1952 році вона написала книгу «Іракська жінка». Вона описала жінок, що належать до класу аль-Фаллахін (сільського походження), які, за її словами, були позбавлені всіх прав і поневолені як чоловіками, так і класовим гнобленням. Однак вона також описала жінок з вищих класів, матеріальний статус яких був інший, але чоловіки все одно ставились до них як до власності, а не до повноправних осіб.
Назіха намагалася відродити Асоціацію іракських жінок і, при підтримці десятки жінок-активісток, попросила владу створити «Асоціацію визволення жінок». В очікуванні задоволення організація могла легально діяти. Однак заявку після цього було відхилено. У відповідь підписанти під керівництвом доктора Назіха вирішили створити цю організацію, хоча і таємно, змінивши назву на Лігу захисту іракських жінок. Таким чином Ліга була створена 10 березня 1952 року. Цілі Ліги включали :
- Боротьба за мир, національне визволення та демократію.
- Захист прав та рівності жінок в Іраку.
- Захист іракських дітей.

Завдяки участі доктора Назіха та Ліги до Революції 1958 р. значення Ліги значно зросло. Після трьох конференцій у 1959—1961 роках кількість членів організації зросла до 42 000.
Іракська жіноча ліга стала постійним членом Міжнародної федерації жінок (IWF). Натомість, доктор Назіха була обрана до складу асамблеї та правління Федерації, а згодом стала віце-президентом цієї міжнародної організації.
Вона також мала заслуги як лікар. У 1950-х роках 20-го століття вона брала участь у вивченні та викоріненні бактерій Беджель на півдні Іраку.

## В уряді Іраку
У 1959 році, після повалення монархії, президент Абдель Керим Касім обрав її міністром общин в уряді. Як єдиного офіційного члена ІПК у його республіканському уряді. Вона стала першою жінкою-міністром у новітній історії Іраку, а також першою жінкою-міністром в арабському світі. Вона зайняла посаду державного міністра у наступному складі кабінету.
Під час своєї урядової кар'єри Аль-Дулаймі відіграла ключову роль у перетворенні величезних трущоб східного Багдаду в масштабний громадський та житловий проект, який став відомим як місто Таура (Революція) — тепер місто Садр. Вона також була засновницею світських Цивільних прав з 1959 року, які випереджали її час у лібералізації законів про шлюб та спадщину на користь іракських жінок.

## Еміграція
У 70-х вона емігрувала до Німеччини. Навіть у 90-х вона не припиняла працювати в жіночому русі, особливо в Іракській жіночій лізі. Останньою важливою подією, в якій вона брала активну участь, був семінар з питань становища іракських жінок, який відбувся в 1999 році в Кельні, Німеччина.
Брала участь у підготовці до 5-го Конгресу Іракської жіночої ліги, але до її скликання (у березні 2002 р.) трапився інсульт, внаслідок якого була паралізована.
Вона померла 9 жовтня 2007 року в місті Гердекк, Німеччина, у віці 84 років.